# Henri Turenne
Henri Turenne, francoski maršal, * 1611, † 1675.